# Otto von Oelhafen
Otto von Oelhafen, vollständiger Name Otto Emil Georg Sixtus von Oelhafen (* 8. Juni 1886 in Würzburg; † 13. März 1952 in München) war ein deutscher Polizeigeneral, zuletzt Generalleutnant der Polizei und SS-Gruppenführer im Zweiten Weltkrieg. Er war u. a. vertretungsweise Polizeipräsident in München und Befehlshaber der Ordnungspolizei (BdO) im Reichskommissariat Ukraine. Er war verantwortlich für die Beteiligung der Ordnungspolizei an Massenmord-Aktionen gegen Juden.

## Biografie bis 1933
Nach dem Volksschulbesuch in München besuchte Oelhafen von 1896 bis 1899 ein humanistisches Gymnasium in Bamberg. Nach Beendigung der Schule schlug er die Laufbahn als Berufsoffiziers in der Bayerischen Armee ein und trat zunächst dem Kadettenkorps in München bei. Von dort trat er dann im Juli 1906 in das 2. Feldartillerie-Regiment „Horn“ in Würzburg über. Nach dem knapp einjährigen Besuch der Kriegsschule München schloss er im Februar 1907 seine Ausbildung zum Offizier ab. Im Rang eines Leutnants absolvierte er von Oktober 1909 bis Juli 1910 die Artillerie- und Ingenieur-Schule in München.
Am Ersten Weltkrieg nahm er ab August 1914 als Adjutant der I. Abteilung seines Stammregiments zunächst als Oberleutnant teil. Vom März 1915 bis November 1917 war er Batterieführer beim 20. Feldartillerie-Regiment und kommandierte anschließend bis Ende März 1918 die II. Abteilung. Oelhafen, seit September 1916 zum Hauptmann befördert, war ab Ende März 1918 Führer der 4. Batterie des Regiments und gehörte dem Regimentsstab an. Im Mai 1918 kam Oelhafen zur 84. Landwehr-Brigade, wurde kurz darauf zum Stab des Artillerie-Kommandeurs Nr. 125 und im Juni 1918 zum Stab des Artillerie-Kommandeurs Nr. 129 versetzt.
Nach Kriegsende war er von November 1918 bis Januar 1919 zunächst wieder bei seinem Stammregiment und danach beim 12. Feldartillerie-Regiment eingesetzt. Im Frühjahr 1919 kommandierte er die Freiwilligen-Batterie von Oelhafen im Freikorps Würzburg, welche in Würzburg Erhebungen von Spartakisten niederschlug. Ab Juni 1919 war er beim in Bamberg stationierten Reichswehr-Artillerie-Regiment 23 eingesetzt, das gegen im März 1920 gegen Aufständische in Hof und Suhl vorging. Von 1920 bis 1922 gehörte er dem Deutschvölkischen Schutz- und Trutzbund in Bamberg an.
Nach der Entlassung aus der Armee wechselte er Anfang Oktober 1920 in den Polizeidienst und war zunächst als Polizeihauptmann bei der Landespolizei Bayern in Bamberg beschäftigt. Zunächst war er Hundertschaftsführer sowie Adjutant und gehörte von 1926 bis 1931 dem Stab der Landespolizei in Bamberg an. Danach wechselte er als Abschnittskommandeur der Schutzpolizei nach München.

## Nationalsozialismus
Nach der Machtübergabe an die Nationalsozialisten war Oelhafen von Anfang Juni 1933 bis Ende September 1937 im Rang eines Polizeioberstleutnants Kommandeur der Schutzpolizei München und in Personalunion zusätzlich ab Anfang Juli 1934 nach der Ermordung August Schneidhubers im Zuge des Röhm-Putsches vertretungsweise bzw. stellvertretender Münchner Polizeipräsident. Von Anfang Oktober 1937 bis Ende Mai 1938 fungierte er im Rang eines Obersts der Schutzpolizei als Kommandeur der Schutzpolizei Dresden und danach bis Anfang Dezember 1939 zunächst in Vertretung und später offiziell als Inspekteur der Ordnungspolizei (IdO) Sachsen.
Im Zuge des Anschlusses von Österreich war er Führer der Polizeigruppe 8 und war danach bis Ende April 1938 als IdO für Steiermark, Kärnten und Osttirol zuständig. Nach der Besetzung des Sudetenlandes war er von Anfang Oktober 1938 bis Anfang Dezember 1938 Kommandeur des Polizei-Regiments 1 und BdO im Abschnitt „Nord-Böhmen“ in Aussig.
Zum 1. Mai 1937 trat Oelhafen in die NSDAP ein (Mitgliedsnummer 4.736.616). Am 20. April 1939 wurde er auf seinen Antrag hin in die SS (SS-Nummer 327.493) aufgenommen und per Dienstgradangleichung zum SS-Standartenführer ernannt. In der Folge machte er Karriere in der Ordnungspolizei. Im April 1940 stieg er zum SS-Oberführer, im April 1941 zum SS-Brigadeführer und schließlich im Dezember 1941 bis zum SS-Gruppenführer auf.

## Zweiter Weltkrieg
Nach Beginn des Zweiten Weltkrieges war er ab Anfang Januar 1940 IdO im Wehrkreis I mit Dienstsitz in Königsberg. Im Oktober 1940 wurde er zum Generalmajor der Polizei befördert. Anfang Mai 1941 folgte er Jürgen von Kamptz als BdO beim Reichsprotektor in Böhmen und Mähren mit Dienstsitz in Prag nach und wurde in dieser Funktion durch Paul Riege Anfang September 1941 abgelöst.
Nach dem Unternehmen Barbarossa war Oelhafen von September 1941 bis Oktober 1942 BdO in der Ukraine mit Dienstsitz Kiew. Oelhafen war in der Ukraine auch maßgeblich als Täter am Holocaust beteiligt: So leitete er im November 1941 den Massenmord von Juden in Rivne, da das Einsatzkommando 5 der Einsatzgruppe C noch nicht einsatzfähig war. In Zusammenarbeit mit dem örtlichen Gebietskommissar Werner Beer stellte er aus den Polizeibataillonen 69, 315, 320, der Ostkompanie und einigen Angehörigen des Einsatzkommandos 5 ein Mordkommando auf, das bei Sosenki über 17.000 Juden umbrachte. Im Dezember 1941 wurde er zum Generalleutnant der Polizei und SS-Gruppenführer befördert. Er leitete von Anfang September 1942 bis zum 10. Oktober 1942 den „Bandenbekämpfungsstab“ beim Höheren SS- und Polizeiführer (HSSPF) Ukraine. Sein Nachfolger als BdO Ukraine wurde Adolf von Bomhard.
Von Oktober 1942 bis Anfang Februar 1944 war er IdO bzw. später BdO bei dem HSSPF Süd im Wehrkreis VII mit Dienstsitz München. Danach schied er aus dem Polizeidienst aus.

## Nachkriegszeit
Inwiefern Oelhafen nach Kriegsende interniert und entnazifiziert wurde, ist unbekannt. Er wurde jedoch im Rahmen der Nürnberger Prozesse als Zeuge am 5. und 28. Mai 1947 verhört. Später lebte er in Lichtenfels.